# 今泉今右衛門

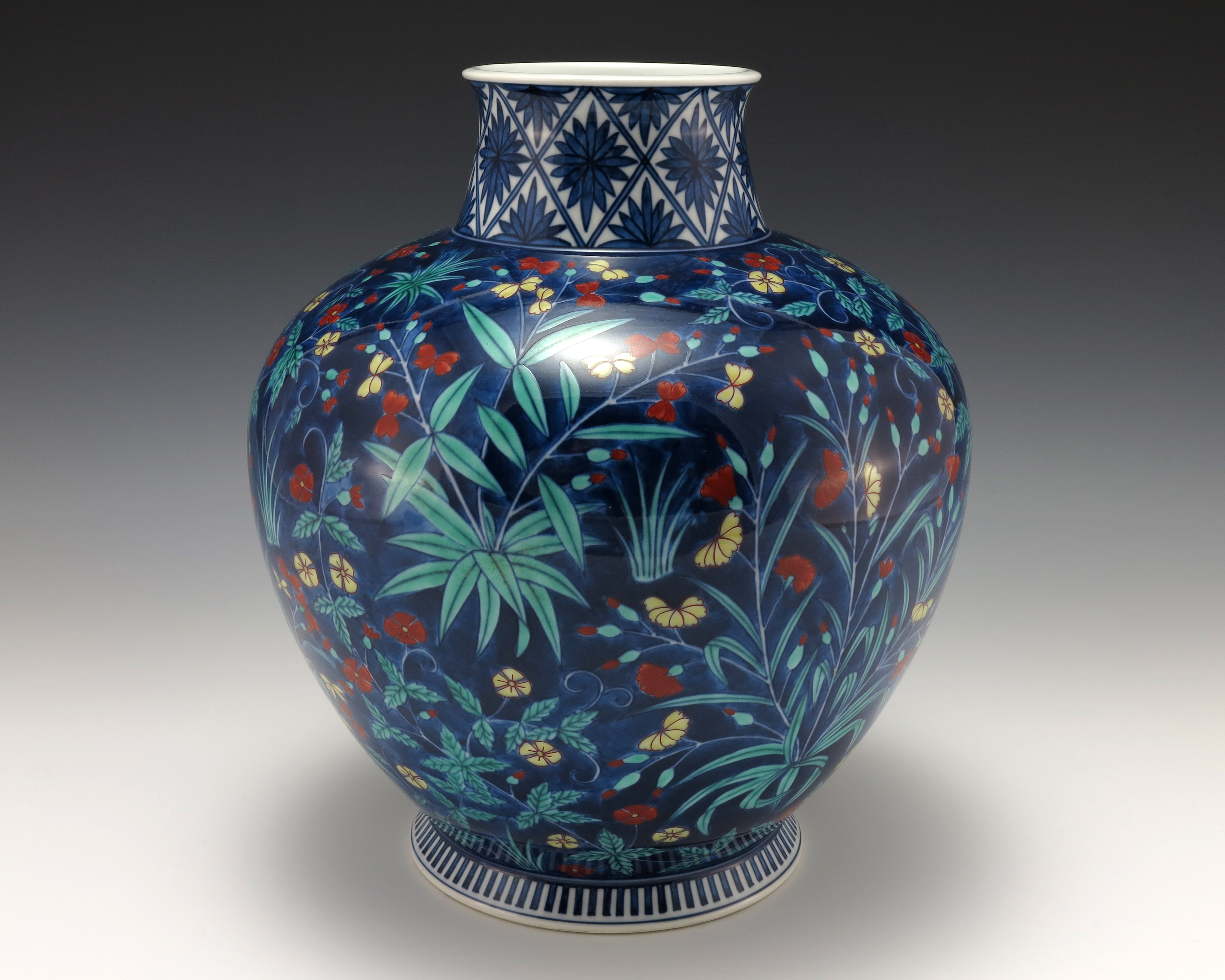
由 Imaemon XII 撰写。昭和天皇訪美期間赠送给美國總統杰拉尔德·R·福特。フォード大統領記念館收藏。

今泉今右衛門是肥前国（现在的佐賀縣）著名的陶藝家，江戸時期被鍋島藩任命為御用赤繪師。

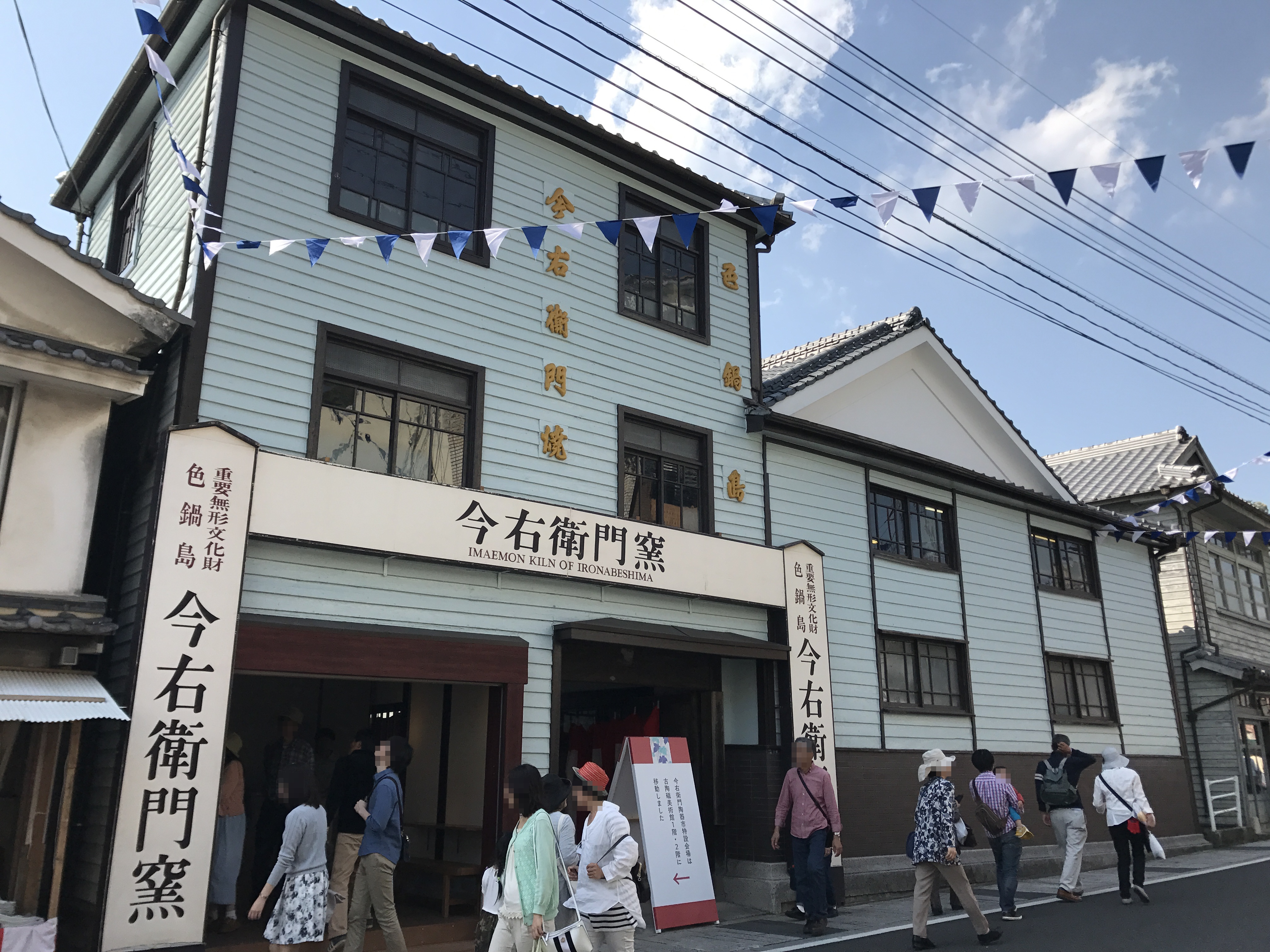
位於有田的今右衛門窯

它從江户時代延續下来，繼承了“鍋島燒”的傳統 。釉上彩被稱为“色鍋島”，具有傳統和尊贵现在是第14代 。
- 第一代（生年不詳 - 1665 ）
- 第二代（生年不詳—— 1689年）
- 第三代（生年不詳—— 1717年）
- 第四代（生年不詳—— 1758年）
- 第五代（生年不詳- 1775年）
- 第六代（生年不詳—— 1816年）
- 第七代（生年不詳—— 1843年）
- 第八代（生年不詳—— 1854年）
- 第九代（生年不詳- 1873年）
- 第十代 (1848-1927 )
- 第十一代（1873-1948 ）
- 第十二代（1897-1975 ）
- 第十三代今泉今右衛門（1926-2001 ） 昭和四十六年被認定為色繪磁器人間国宝，昭和五十年（1974）承襲今右衛門名號。
- 第十四代今泉今右衛門（1962- ）原名『今泉雅登』氏，平成元年（1989）被認定為色繪磁器人間国宝，2002 年承襲名號至今。

- 有田町
- 伊万里市

1. ↑  NHKアーカイブス（NHK人物録）
2. ↑  .   [2023-05-30]. （原始内容存档于2022-01-25）.
3. ↑  .   [2023-05-30]. （原始内容存档于2022-01-25）.

- 井村欣裕. . 増刊『緑青』3. マリア書房. 2003-04-30. ISBN 4-89511-345-0.井村欣裕. . 増刊『緑青』3. マリア書房. 2003-04-30. ISBN 4-89511-345-0.